# Povijest Belgije
Povijest Belgije je povijest Kraljevine Belgije i naroda Belgijanaca od antike do danas.

## Kelti i Rimljani
Ime Belgiji dali su Belgi, keltsko pleme nastanjeno između rijeka Seine i Rajne. God. 57. pr. Kr. pokorava je Julije Cezar i ustrojava provinciju Gallia Belgica sa sjedištem u današnjem Reimsu.
Rimska provincija Gallia Belgica je za vrijeme cara Dioklecijana u 3. stoljeću podijeljena na provincije Belgica Prima (glavni grad Trier) i Belgica Secunda (glavni grad Reims). Od 3. st. na područje današnje Belgije prodiru Salijski Franci s donje Rajne, da bi se trajno naselili u 5. i 6. stoljeću.

## Franci i Germani
Verdunskim ugovorom 843. god. podijeljena je na južni dio koji je dobila Francuska Karla Ćelavog dok je sjeverni dio (Lotaringija) dobio car Lotar I. Granica je uspostavljena na liniji koja čini današnju jezičnu granicu između Flamanaca i Valonaca. Od sredine 9. st. nad sjevernim dijelom (koji je po Lotaru I. dobio ime Lotaringija) izmjenjivat će se tijekom 1000 godina njemačka i francuska presezanja. U 11. st. Donja Lotaringija se raspada na Hainaut, Namur, Limburg, Luksemburg i Brabant, koji je samostalno vojvodstvo od 1190. – 1430. god.

## Srednji vijek
U 12. stoljeću nagli uspon tkalačke manufakture i trgovine pogoduje razvoju gradova Brugesa, Genta, Ypresa, Arrasa, Lillea, Douaia i naravno, Antwerpena. U 13. i 14. stoljeću česte su pobune gradskih obrtnika protiv patricijata. U Stogodišnjem ratu (1337. – 1453.) bogati se flandrijski gradovi, zbog gospodarskih razloga (uvoz vune), opredljeljuju za Englesku te Eduarda III. priznaju za francuskog kralja. God. 1384. pokrajine Flandrija, Artois i Mechelen dolaze pod vlast burgundskih vojvoda, koji u prvoj polovici 15. st. sječu Brabant i druge pokrajine. To doba se smatra dobom procvata zemlje.

## Habsburgovci i Nizozemska
Od 1477. godine Belgija pripada kući Habsburg te ostaje u njezinu posjedu i nakon borbi za burgundijsku baštinu između Francuske i Habsburgovaca (do polovice 17. st.) u kojima teško stradava Flandrija. Belgija stradava i tijekom rata nizozemskih pokrajina za neovisnost. Poslije 1581. god. južne pokrajine ostaju pod Španjolskom.
Sjeverni Barbant i dio sjeverne Flandrije je od 1648. godine (Vestfalski mir) u sastavu južnih pokrajina, a od 1714., nakon rata za španjolsku baštinu, Belgija je ponovno austrijska. Protuaustrijsko raspoloženje odrazilo se u Protuaustrijskom ustanku 1789. i proglašenju Ujedinjenih Belgijskih Država.

### Francuska Belgija
God. 1797. priključena je Francuskoj Republici. Za Napoleona Bonapartea podijeljena je na 9 departmana, uveden je francuski građanski zakonik i sudski sustav, a potpuno ukidanje feudalnog sustava otvorilo je put bržem gospodarskom razvoju zemlje.

### Nizozemska Belgija
Od 1815. (odlukom Bečkog kongresa) ujedinjena je s Nizozemskom u Ujedinjeno Nizozemsko Kraljevstvo na čelu s Vilimom I. Nizozemskim.

## Neovisna Kraljevina Belgija
Nakon izbijanja revolucije 1830. god. u Bruxellesu, Belgija je proglasila neovisnost, potvrđenu na konferenciji veleposlanika u Londonu 1831. god.; odlučeno je da Belgija bude neovisna država kojoj neutralnost jamče velike europske sile. Iste godine Nacionalni kongres je za belgijskog kralja izabrao Leopolda iz dinastije Sachen-Coburg. Pokušaj Vilima I. da oružanim putem stekne vlast skršen je intervencijom Velike Britanije i Francuske. Londonskim ugovorom (1839.) potvrđena je neovisnost i trajna neutralnost Belgije.
Na Berlinskoj konferenciji 1885. godine, je dogovorena predaja Konga belgijskom kralju Leopoldu II., kao osobni posjed pod imenom Slobodna Država Kongo, koji je 1908. Belgija anektirala pod imenom Belgijski Kongo.

## 20. stoljeće
Iako se izjasnila kao neutralna i u I. svjetskom ratu, Njemačka je povrijedila njezinu neutrralnost i okupirala je na samom početku rata (Bitka za Liège). Tijekom rata, Ypres je bio stalna meta napada jer se smatrao kao glavna prepreka na njemačkom putu do La Manchea, te je bio pozornicom za tri velike bitke (Bitka za Ypres).
Mirovnim sporazumom iz 1918. god. Belgija je prilikom podjele njemačkih kolonija stekla afričku koloniju Ruanda-Urundi (još 1908. Belgija je anektirala Slobodnu Državu Kongo). God. 1920. kralj Albert proglasio je ukinuće belgijske neutralnosti, a 1922. god. stvorena je gospodarska unija Belgije i Luksemburga.
Flamanska nacionalna unija (niz.: Vlaamsch Nationaal Verbond, VNV) bila je flamanska nacionalistička stranka, aktivna u Belgijskoj politici od 1933. do kraja Drugog svjetskog rata. Stranka je provodila politiku reksizma, a vođa den Leider) joj je bio fašistički političar Staf de Clercq.
U II. svjetskom ratu Belgija se ponovno proglasila neutralnom, ali ju je ponovno okupirala Njemačka (1940. – 1944.). Nakon što je 28. svibnja 1940. belgijski kralj Leopold potpisao predaju belgijske armije zbog snažnih njemačkih prodora kroz Ardensku šumu, savezničke snage, sačinjene od Belgijanaca, Francuza i Britanskog Ekspedicijskog Korpusa, ostaju odsječene na sjeveru i počinju uzmicati prema jedinoj luci koja im je još preostala, Dunkerqueau (Bitka kod Dunkerquea). Njemačka ofenziva u prosincu 1944. godine bila je posljednji pokušaj da se preokrene tijek rata na zapadnom bojištu i Bitka u Ardenima zadnja je ozbiljna njemačka napadna operacija u II. svjetskom ratu.
Od 1947. sklopljena je carinska unija s Nizozemskom i Luksemburgom (Benelux). Belgija sudjeluje u stvaranju NATO-a 1949., Europske zajednice za ugljen i čelik 1951., Europske ekonomske zajednice 1957. i Europske unije 1992.
God. 1951. kralj Leopold III. abdicirao je u korist sina Baudoina I. Početkom 1960-ih razgraničena su jezična područja u Belgiji (Flandrija i Valonija). Od 1960. Belgija se povlači iz Belgijskog Konga, a 1962. samostalnost stječu i belgijske kolonije Ruanda i Burundi. Belgija ipak vojno intervenira u Kongu 1977. zajedno s francuskom vojskom.
Od 1970. ozakonjene su tri zajednice (frankofonska/valonska, flamanska i njemačka), a postupna federalizacija rezultirala je autonomijom triju regija: Valonije, Flandrije i glavnog grada Bruxellesa. Promjenom ustava 1980. sve tri belgijske nacije (Flamanci, Valonci i Nijemci) dobivaju kulturnu autonomiju, a iste godine sukobi između Flamanaca i Valonaca su uzrukovali krizu vlade.
Godine 1993., nakon smrti kralja Baudoina I., na prijestolje dolazi Albert II. i ustavnim promjenama Belgija postaje savezna država.

## 21. stoljeće
Potkraj 1990-ih i početkom 2000-ih utjecajna je Liberalna stranka, u vladajućoj koaliciji sa strankama lijevice i ekološkog pokreta. Od 1999. premijer je Guy Verhofstadt koji je ponovno izabran 2003. god. Nakon izbora održanih 2007. i nakon devet mjeseci pregovora između flamanskih i valonskih stranaka, na čelo nove vlade 20. ožujka 2008. dolazi Yves Leterme iz stranke Kršćanskih demokrata Flandrije.

## Vanjske poveznice
- Povijesne mape Belgije od 1340, do 1990. (WHKMLA)